# مقاطعة كلارك (نيفادا)
مقاطعة كلارك (بالإنجليزية: Clark County)‏ هي إحدى مقاطعات ولاية نيفادا في الولايات المتحدة الأمريكية.

## أعلام
- بيلي قاي